# Paul Newman
Paul Leonard Newman (Shaker Heights, Ohio, 26 de enero de 1925-Westport, Connecticut, 26 de septiembre de 2008) fue un actor, director y productor estadounidense. Fue ganador del premio Óscar de la Academia de las Artes y las Ciencias Cinematográficas de Hollywood y del premio Globo de Oro de la Hollywood Foreign Press Association (Asociación de la Prensa Extranjera de Hollywood). También tuvo una actividad digna de destacar como piloto de automovilismo, siendo ya actor famoso, al alzarse con éxitos significativos en varias carreras.

## Primeros años
Era hijo de Theresa Garth, nacida en Ptičie, Imperio austrohúngaro, actual Eslovaquia, y de Arthur Samuel Newman, estadounidense, hijo de emigrantes eslovacos y polacos. Cursó sus estudios elementales en la Malvern School y en la Shaker Heights High School. 
En 1942 se matriculó en la universidad de Kenyon y al año siguiente, durante la Segunda Guerra Mundial, se alistó en la Armada de los Estados Unidos. Cumplió el servicio militar entre 1943 y 1945, en las bases de Okinawa y Guam. 
Tras servir en la Armada, volvió a Kenyon, donde se graduó en Ciencias Económicas y formó parte del equipo de fútbol americano. Estudió posteriormente artes escénicas en Yale con una beca del ejército y el método Stanislavski en el Actors Studio, como oyente, durante una década.

## Carrera
Tras varios papeles de extra, figurante pésimo y secundario con ningún papel en varias series de la televisión norteamericana (Suspense en 1949, The Web en 1952), prueba suerte en el cine. Su primera película fue El cáliz de plata (1954), de Victor Saville, cinta bíblica de lujosa producción y regulares resultados a nivel de crítica y público en su estreno, donde compartía cartel con Pier Angeli y Virginia Mayo. Fue descrita por el propio Newman como «la peor película de la década». 

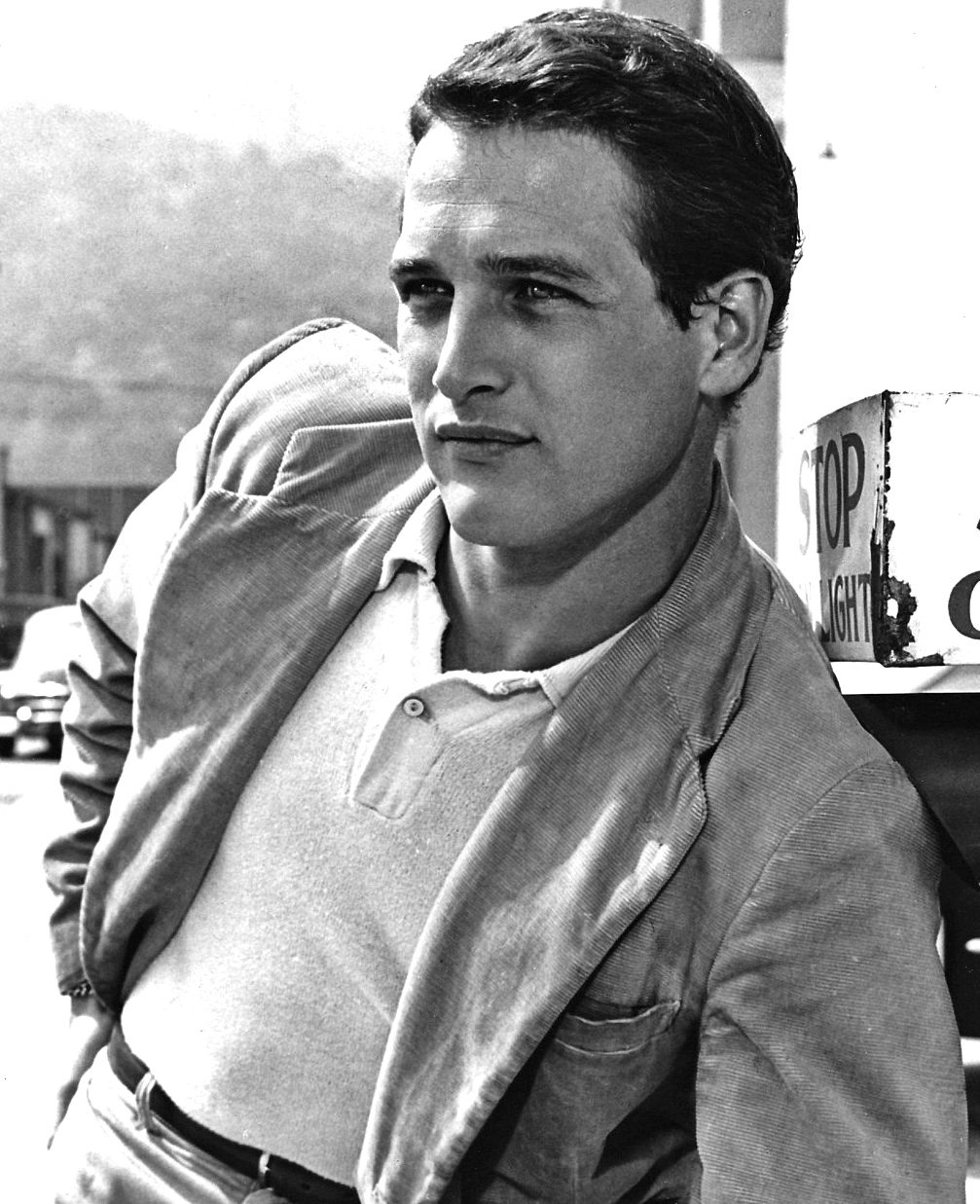
Fotografía publicitaria de Paul Newman (1954).

Su primer éxito le llegó dos años después con un filme de enorme repercusión a nivel internacional: Marcado por el odio (1956), de Robert Wise, en el que encarnó al boxeador Rocky Graziano en un papel al que también optaba Steve McQueen, y en el que trabajó al lado de dos jovencísimos Pier Angeli y Sal Mineo. 
Ese mismo año actuó en un filme de ambiente judicial basado en una obra teatral que se apunta al éxito de Stalag 17, de Billy Wilder: se trata de la notable Traidor a su patria, de Arnold Laven, donde Newman trabajó con Walter Pidgeon y Wendell Corey en una trama de traiciones en el ámbito del espionaje militar. 
En 1957 nuevamente actuó a las órdenes del director Robert Wise en un melodrama criminal donde comparte cartel con dos Joan Fontaine y Jean Simmons: se trató de Mujeres culpables, en su momento no estrenada en cines en Europa. Ese mismo año se estrenó la biografía musical de la cantante Helen Morgan (quien luchó por salir del alcoholismo estando en la cumbre de su carrera) titulada Para ella un solo hombre, (de Michael Curtiz), donde Newman actuó junto a la actriz Ann Blyth.
Tras esta cinta, Newman rueda cuatro filmes importantes que se estrenan en 1958: La gata sobre el tejado de zinc, de Richard Brooks, adaptación de la obra teatral de Tennessee Williams que marcó toda una época y que puso al actor en el «mapa» de la industria cinematográfica estadounidense por su impecable encarnación del atormentado hijo de un rico empresario enfermo, por su perfecta química en pantalla con una turbadora Elizabeth Taylor, y por acompañar a actores de la popularidad de Burl Ives o Jack Carson.
Luego vendría El zurdo, de Arthur Penn, revisión desmitificadora del legendario Billy the Kid que solo triunfó en Europa, pero que es considerada película de culto. 
Más tarde, El largo y cálido verano, drama sureño basado en El Villorrio, de William Faulkner, y de generoso presupuesto, donde Newman trabaja por primera vez con Martin Ritt –uno de sus directores favoritos y cómplice de buena parte de su carrera profesional– y con Joanne Woodward, que acababa de ganar el Óscar a la mejor actriz dramática por una memorable interpretación de mujer con desdoblamiento de personalidad en el clásico Las tres caras de Eva (1957, de Nunnally Johnson), de la que se enamora, además de compartir secuencias con sólidos compañeros como Orson Welles, Tony Franciosa, Angela Lansbury y Lee Remick.
Por último, filmó Un marido en apuros (Rally 'Round the Flag, Boys!), de Leo McCarey; comedia fresca y agradable pero no muy redonda, no especialmente recordada hoy, a no ser por la presencia de una exuberante Joan Collins.
En 1959 estrena en Broadway la obra Dulce pájaro de juventud, que años más tarde interpretaría en la gran pantalla. Ese mismo año, rueda una historia equilibrada aunque poco vista sobre las presiones de la alta sociedad conservadora, en el personaje de un abogado joven y talentoso que lucha por abrirse camino, con el inevitable conflicto de amor, y para los seguidores del cine de tribunales, el desenlace electrizante en un juicio final breve e inesperado (La ciudad frente a mí, de Vincent Sherman, basada en la novela The Philadelphian de Richard P. Powell). 

### Años 1960
Al año siguiente vuelve a trabajar con Joanne Woodward en un melodrama de relieve aunque mediano éxito comercial (Desde la terraza, de Mark Robson, en el que ambos coinciden con Myrna Loy y Peter Lawford). No obstante, vuelve a dar en la diana cuando entra en el reparto de una de las superproducciones más costosas y famosas de la historia: la adaptación del best seller de Leon Uris Éxodo (1960), que produce y dirige el célebre cineasta Otto Preminger. Aunque tachada de sionista por algunos, la cinta logra recrear en parte la realidad de la creación del Estado de Israel tras la Segunda Guerra Mundial, y cuenta con inolvidable reparto: Eva Marie Saint, Ralph Richardson y Sal Mineo, entre otros.
1961 parece dar un revés a la joven estrella, al estrenar dos cintas que pasan sin pena ni gloria: por un lado, la célebre pero en su momento algo incomprendida The Hustler, de Robert Rossen, una de las mejores muestras del llamado «cine de perdedores» en la que tanto Newman como Piper Laurie, George C. Scott y Jackie Gleason logran magistrales actuaciones; por el otro, su segundo filme con Martin Ritt, donde encarna a un joven músico de jazz que viaja a París con un compañero (Sidney Poitier) y ve actuar al mismísimo Louis Armstrong: Un día volveré, filme de poca solidez narrativa y dramática pero que conserva cierto encanto. 
Pero, desde 1962 en adelante, Newman va encadenando un éxito tras otro, en títulos destacados como Dulce pájaro de juventud, una nueva adaptación de Tennessee Williams que supone para Newman reencontrarse con el gran director y guionista Richard Brooks y que, pese a las imposiciones de la censura norteamericana para con el texto original, le permite ofrecer una de sus mejores interpretaciones, sin desmerecer a sus compañeros de reparto –entre los que sobresalen Shirley Knight, Geraldine Page y Ed Begley–.
También fueron exitosas Cuando se tienen veinte años (de nuevo a las órdenes de Ritt, en una de sus colaboraciones más famosas, donde el actor comparte protagonismo con Richard Beymer); Hud (1963, otra vez bajo las órdenes de Martin Ritt y acompañado de los consagrados Patricia Neal y Melvyn Douglas en un drama psicológico enclavado en un ambiente rural y enmarcado en el mundo de los perdedores que tiene alcance); Samantha (comedia ligera dirigida por Melville Shavelson donde vuelve a coincidir con su ya esposa Joanne Woodward, y con Thelma Ritter en esta especie de versión del clásico de Vincente Minnelli Designing Woman (1958).
A su vez, cosechó éxitos con El premio (cine de intriga claramente influido por el estilo de Alfred Hitchcock y basado a su vez en un best-seller de la época, realizado por Mark Robson y coprotagonizado por Elke Sommer), y Cuatro confesiones (de nuevo con Martin Ritt y con un completo reparto encabezado por Edward G. Robinson, Laurence Harvey y Claire Bloom, versión del clásico de Akira Kurosawa Rashōmon con resultados globales netamente inferiores).

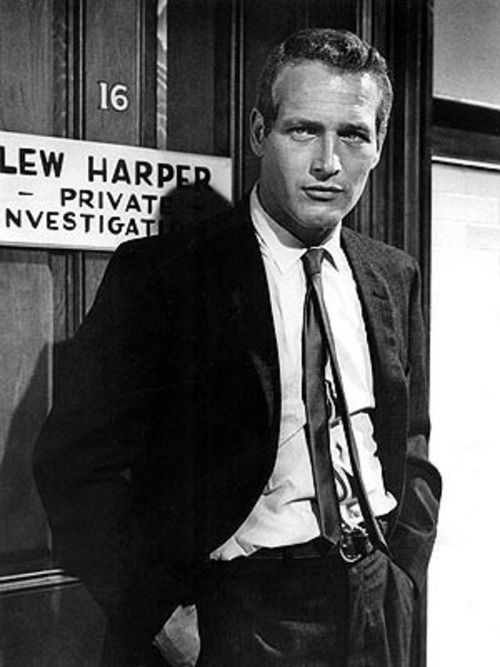
Paul Newman como Lew Harper en Harper de Warner Bros (1966).

Su consagración definitiva como estrella de Hollywood se da en 1966 con su participación en una superproducción de cine negro que hace historia: Harper, investigador privado, de Jack Smight, supone una renovación formal y estilística de un género ya en decadencia pero que este filme actualiza y reinventa –e inicia un subgénero que recoge Frank Sinatra en su trilogía sobre el detective Tony Rome en Hampa dorada, El detective y La mujer de cemento–; es uno de los filmes más taquilleros del año en medio mundo, y la crítica internacional arropa un filme brillante que contaba también con Lauren Bacall, Shelley Winters, Janet Leigh, Arthur Hill, Robert Wagner, Julie Harris...
Ese mismo año, Newman rueda su único filme con Alfred Hitchcock: Cortina rasgada, al lado de Julie Andrews, que supone un fracaso comercial bastante inmerecido y que cuenta una interesante trama al hilo de la Guerra Fría. De aquí en adelante, la carrera del actor se consolida con películas de renombre y otras menos logradas pero de buena acogida.
Posteriormente participó en Un hombre de Martin Ritt, un western psicológico donde Newman tiene un inolvidable duelo interpretativo con Fredric March y Richard Boone. En La leyenda del indomable, de Stuart Rosenberg, participa por primera vez en un filme de este director, que será uno de sus talismanes en los años 1970, y todo un clásico del género carcelario de todos los tiempos, donde el actor queda inmortalizado para la historia del cine junto a George Kennedy, Jo Van Fleet o Strother Martin
Rachel, Rachel supone su debut en la dirección, y es una de las mejores radiografías de la condición femenina en la Norteamérica profunda. Otorga a Joanne Woodward una de sus mejores creaciones. Dos hombres y un destino 1969, de George Roy Hill es la primera reunión de Newman con este director y con Robert Redford y uno de los filmes clave de los años 1960 que revisitaba e innovaba en el western crepuscular. Logra uno de los mayores taquillazos de la década con Katharine Ross y arrasaba en la entrega de los Óscar.
Otras películas de ese periodo es 300 millas, de James Goldstone (reuniéndose de nuevo con su esposa en un filme de carreras de coches que se apuntaba a la moda iniciada desde Aquellos chalados en sus locos cacharros en 1963 o La carrera del siglo en 1964); Comando secreto, de Jack Smight (mediocre thriller británico donde Newman sale airoso junto a Andrew Duggan y Sylva Koscina frente a un guion bastante flojo); Un hombre de hoy, de Stuart Rosenberg (su peor película pese a trabajar con su esposa y la inevitable química entre ambos); Casta invencible (su segundo filme como realizador, logrado drama familiar con los rostros de Henry Fonda, Lee Remick y el hoy olvidado Michael Sarrazin)
También de este periodo son El juez de la horca, de John Huston (en su primer encuentro con este director, en un remake de la legendaria y El forastero, de William Wyler, de 1940, en compañía de una madura pero todavía sensual Ava Gardner); Los indeseables, de Stuart Rosenberg (western otoñal infravalorado por la crítica, donde Newman trabajaba con Wayne Robson y Lee Marvin en un filme luego imitado hasta la saciedad); El golpe, de George Roy Hill (que supone la segunda película de Newman-Redford y todo un fenómeno social en el momento de su estreno, basado en una obra teatral de prestigio), y El hombre de Mackintosh, de John Huston (thriller casi británico, redimido por la actuación de Newman, de James Mason y Dominique Sanda). 
Punto y aparte merece su tercera película detrás de las cámaras: El efecto de los rayos gamma sobre las margaritas, de nuevo con Joanne Woodward como protagonista absoluta, supone el reconocimiento de crítica y público a nivel internacional y su entrada en la historia del séptimo arte en labores de autoría.

### Años 1970 y 1980
La madurez interpretativa del actor llega con su aparición en la superproducción que, junto a la anterior Aeropuerto (1970), inicia el subgénero de cine catástrofe: El coloso en llamas (1974), de Irwin Allen y John Guillermin, al lado de otras estrellas como Steve McQueen, Faye Dunaway o Richard Chamberlain. De 1973 es El Golpe (The Sting) con Robert Redford. Su siguiente proyecto es una secuela de Harper que tiene buen tono narrativo: Con el agua al cuello, de Stuart Rosenberg. Sin embargo, con este filme se inicia una especie de declive en la carrera del intérprete, y la calidad de sus filmes posteriores empieza a ser más irregular: Buffalo Bill y los indios (1976), bajo las órdenes de Robert Altman, divide a crítica y público pese a conseguir el Oso de Oro en el Festival de Berlín y su reparto (Joel Grey, Geraldine Chaplin, Harvey Keitel...). 
El castañazo (1977), de George Roy Hill, solo consigue atrapar al público medio con una historia sobre el hockey donde Newman depura su método interpretativo para los papeles ligeros y brilla al lado de Melinda Dillon y Michael Ontkean. El día del fin del mundo (1980), de James Goldstone, intenta resucitar un cine de drama-catástrofe que, como mayor reclamo, empieza a caer en el olvido, con William Holden, Jacqueline Bisset y Burgess Meredith.
Fort Apache, The Bronx, de Daniel Petrie, es un mero vehículo de lucimiento para el actor, de convencional trazado pero con un par de escenas memorables y excelente interpretación de Edward Asner; el telefilme La caja oscura, que continúa su línea de cine comprometido en la dirección, esta vez tratando la historia de las personas que sufren enfermedades mentales, y Ausencia de malicia (1981), de Sydney Pollack, drama político donde Newman borda en un cambio de registro un papel de (presunto) cínico-liberal-corrupto emparejado a Sally Field.

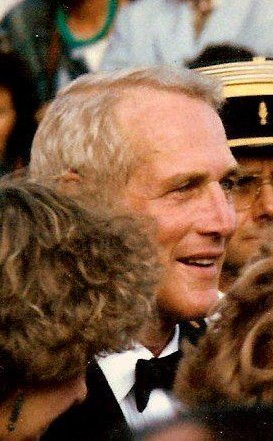
Newman en el Festival de Cannes de 1987.

En 1982 el cotizado actor resurge para ofrecer una de las mejores interpretaciones de toda su carrera, nominación al Óscar incluida, en The Verdict, de Sidney Lumet. Basada en un guion de David Mamet y con estructura teatral, Lumet construyó una pieza de enorme solidez, contundente y patética que deslumbra por su sencillez narrativa, los grandes trabajos de los inmensos Charlotte Rampling, Jack Warden, James Mason y Milo O´Shea y su confeso coqueteo con el eterno cine de perdedores, tan querido por el cine estadounidense clásico. 
La historia de un abogado fracasado que se encuentra con un caso fácil en apariencia, pero con trasfondo de poder, logra conmover de principio a fin. Tras este alabado papel, Newman reactiva su carrera y logra la respetabilidad definitiva con Harry e hijo (parcial autobiografía en sus relaciones con su hijo mayor, con el que salda cuentas a través de la realización del filme) y, sobre todo, con la revisitación de The Hustler que Martin Scorsese le brinda en 1986: El color del dinero le hace ganar un Óscar al mejor actor, a la par que su último gran trabajo en pantalla compartiendo crédito con Tom Cruise. 
En 1987 rueda su último filme como director: una adaptación de El zoo de cristal de Tennessee Williams que recibió buenas críticas y que, ciertamente, se ve con interés por resultados y reparto (Joanne Woodward, Karen Allen y John Malkovich).

### Años 1990
Desde entonces, el actor ha seguido rodando filmes, la mayoría en colaboraciones de lujo o papeles principales, entre los que destacan títulos como Creadores de sombra, de Roland Joffé, en 1990; Mr. & Mrs. Bridge, de James Ivory; la costumbrista Nobody's Fool, de Robert Benton; el thriller con aroma de clásico Twilight, del mismo director (con un magnífico Newman secundado por Susan Sarandon y Gene Hackman), en 1999 aparece junto a Kevin Costner y Robin Wright Penn en un memorable filme romántico, Mensaje de amor en una botella.

### Años 2000
Aparece en Camino a la perdición (2002) de Sam Mendes, junto a Tom Hanks y Jude Law. 
Por su destacable apostura y sus hermosos ojos azules, Newman fue un sex symbol junto a Robert Redford y Marlon Brando en los 60 y pudo haber sido un importante actor de cine encasillado en el cine romántico; pero buscó diversificarse en papeles de otros géneros de cine. Newman fue uno de los pocos actores que tuvieron una buena transición entre el cine convencional y moralista de los 50, y el cine más libre y comprometido de finales de los 60 y 70 y que aún pudo estar vigente en los años 90.
Una de sus últimas apariciones corresponde al filme de animación de la productora Pixar Cars, en la cual aporta voz a Doc Hudson, uno de los personajes, además de interpretarse a sí mismo en el episodio The blunder years perteneciente a la decimotercera temporada de la popular telecomedia de dibujos animados, Los Simpson, en un pequeño cameo. El 25 de mayo de 2007, a sus ochenta y dos años, anunció su retirada definitiva del mundo del cine.

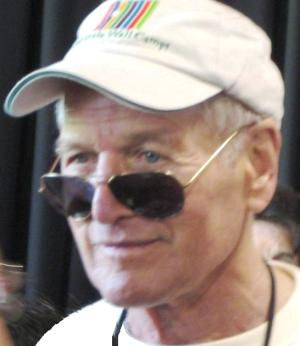
Paul Newman en 2007.

### Muerte
Aquejado de un cáncer de pulmón desde principios de 2008, se sometió al tratamiento de quimioterapia, que no fue efectivo. Paul Newman tomó la decisión de pasar sus últimos meses junto a su familia y amigos íntimos, hasta su fallecimiento, ocurrido el 27 de septiembre de 2008 en su granja cerca de Westport (Connecticut). Fue incinerado y sus cenizas entregadas a la familia.

## Galardones
Paul Newman fue nominado nueve veces al Óscar de la Academia como actor: La gata sobre el tejado de zinc caliente (1958), The Hustler (1961), Hud, el más salvaje entre mil (1963), La leyenda del indomable (1967), Ausencia de malicia (1981), The Verdict (1982), El color del dinero (1986), Nobody's Fool (1994) y Camino de perdición (2002) (candidato al Óscar al mejor actor de reparto). 
Su Óscar conseguido por el filme de 1986 llegó un año después de que recibiese el Óscar honorífico por sus «múltiples y memorables interpretaciones en pantalla», y el actor reconociese perder la esperanza de obtener uno «de verdad» por una sola interpretación. Además fue candidato en una ocasión como productor por Rachel, Rachel. También se le concedió el premio especial de la Academia, Premio Humanitario Jean Hersholt, en 1994.
También fue nominado en 2003 al Emmy por su interpretación en Our Town, y en 2005 ganó el Premio Emmy al mejor actor de reparto por su papel en la lujosa miniserie Empire Falls. En 2006, ganó el Globo de Oro como mejor actor de reparto por la misma actuación.

## Actividad como director cinematográfico
Su debut detrás de las cámaras como director se produce con el corto «On the Harmfulness of Tobacco» (1961), al que siguieron seis largometrajes ya comentados anteriormente: Rachel, Rachel (1968), Casta invencible (1971), El efecto de los rayos gamma sobre las margaritas (1972), La caja oscura (1980, para TV), Harry e hijo (1984) –en memoria de su hijo Scott, muerto por sobredosis en 1978 a los veintiocho años–, y la adaptación de 1987 de The Glass Menagerie de Tennessee Williams. En cinco de ellas dirigió a su mujer, Joanne Woodward, con quien se casó en Las Vegas en 1958 y con quien tuvo otros tres hijos: Eleanor, Melissa y Claire.
Newman apostó casi siempre por su mujer, Joanne Woodward, como protagonista, apareciendo él mismo en algunos de sus filmes. También acudió varias veces al Festival de Cannes y escribió el guion de una de ellas.

## Aficiones

### Automovilismo

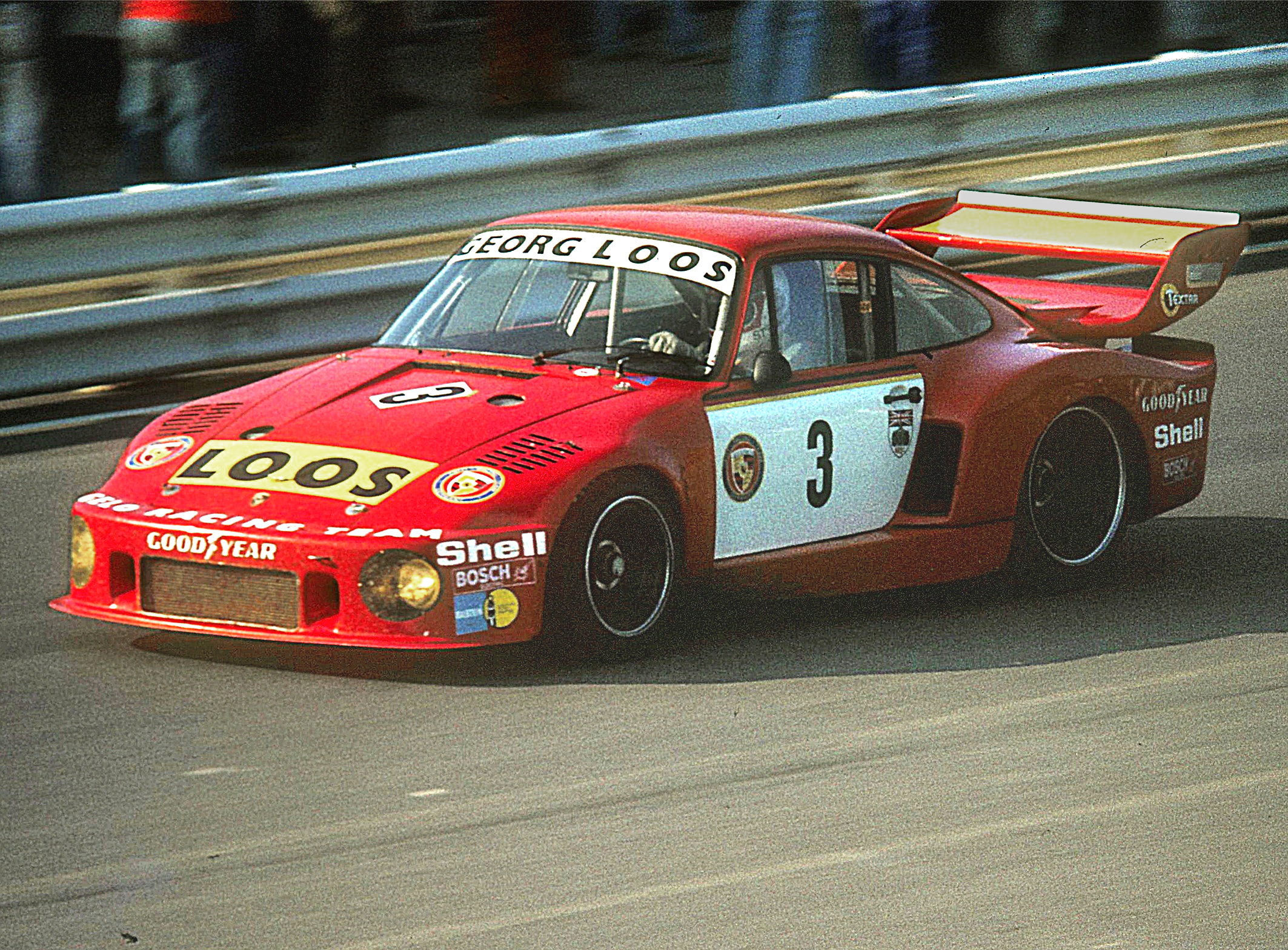
El Porsche 935 de Rolf Stommelen en Nürburgring en 1977.

Newman se interesó por el deporte del motor por primera vez, a pesar de ser daltónico, durante el rodaje de la película Winning en 1968. Su primera competición profesional se produjo en 1972, en Thompson, Connecticut. Participó en las 24 Horas de Le Mans de 1979, terminando segundo con un Porsche 935, siendo compañero del alemán Rolf Stommelen.
Se mantuvo siempre ligado al mundo de la competición, participando activamente. Entre los años 1970 y 1990, condujo para el equipo Bob Sharp Racing, sobre todo en carreras de Fórmula Nissan, logrando numerosas victorias y campeonatos.
A los setenta años, se convirtió en el piloto más longevo que formaba parte del equipo ganador en una carrera de alto nivel, en 1995 en las 24 Horas de Daytona. En marzo de 2005 declaró: «probablemente participe otro año».
En 1983, Newman fue también cofundador junto a Carl Haas del Newman/Haas Racing, uno de los equipos de CART de mayor éxito.

### Cocina y alimentación
En 1982, Paul Newman fundó una línea de productos alimenticios, llamada Newman's Own, que se hizo famosa por una marca especial de aliño para ensaladas. Todos los beneficios obtenidos a través de la misma fueron donados a caridad. A fecha de 2006, se estima que la franquicia ha superado los 200 millones de dólares en donaciones. Poseía un restaurante de comida ecológica cerca de su casa de Westport, en Connecticut, llamado Dressing Room.

## Actividad social y política

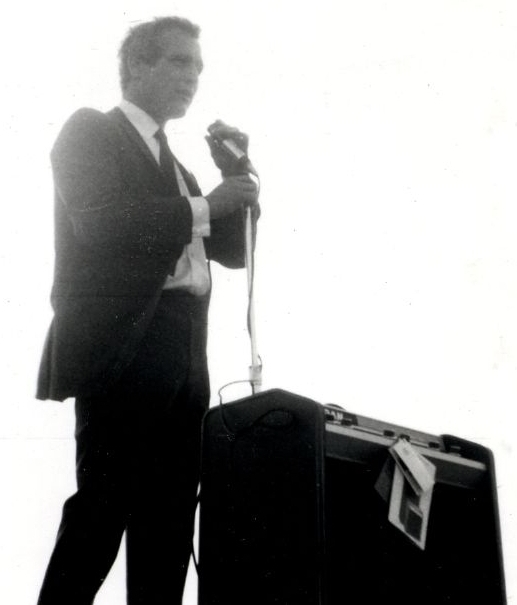
Paul Newman en un mitin político de Eugene McCarthy en el estacionamiento de Semon's en Menomonee Falls, Wisconsin, 1968.

Casado dos veces. Hombre de gran conciencia política y social, impulsó en memoria del hijo de su primer matrimonio, Alan Scott Newman (1950-1978), fallecido de sobredosis, el Centro Scott Newman, dedicado a auxiliar y proteger a personas víctimas de la droga. Perteneció a la Alianza para la Defensa del Medio Ambiente.
En 1978 representó a su país ante la Organización de las Naciones Unidas en la Conferencia para el Desarme. En 1990 fue nombrado «padre del año» por UNICEF y propuesto como candidato a gobernador de Connecticut por el congresista demócrata Benjamin de Zino.
Además, fundó una serie de campamentos de verano para niños con enfermedades graves, donde utilizan la diversión y la sonrisa como tratamiento para sus dolencias. Gracias a esta iniciativa, quince mil niños disfrutan cada año del ocio y bienestar que ofrecen Hole in the Wall Camps. Son gratuitos, subvencionados por más de 42 000 entidades y personas de todo el mundo. Desde que comenzaron su actividad más de ciento catorce mil niños han pasado por estos campamentos, en los que cada verano colaboran más de siete mil quinientos voluntarios.

## Filmografía

### Como actor
| Año  | Película                                             | Director                    |
| ---- | ---------------------------------------------------- | --------------------------- |
| 1954 | El cáliz de plata                                    | Victor Saville              |
| 1956 | The Rack                                             | Arnold Laven                |
| 1956 | Somebody Up There Likes Me                           | Robert Wise                 |
| 1957 | Until They Sail                                      | Robert Wise                 |
| 1957 | The Helen Morgan Story                               | Michael Curtiz              |
| 1958 | The Long, Hot Summer                                 | Martin Ritt                 |
| 1958 | El zurdo                                             | Arthur Penn                 |
| 1958 | Cat on a Hot Tin Roof                                | Richard Brooks              |
| 1958 | Un marido en apuros                                  | Leo McCarey                 |
| 1959 | La ciudad frente a mí                                | Vincent Sherman             |
| 1960 | Éxodo                                                | Otto Preminger              |
| 1960 | Desde la terraza                                     | Mark Robson                 |
| 1961 | Paris Blues                                          | Martin Ritt                 |
| 1961 | The Hustler                                          | Robert Rossen               |
| 1962 | Dulce pájaro de juventud                             | Richard Brooks              |
| 1962 | Hemingway's Adventures of a Young Man                | Martin Ritt                 |
| 1963 | Hud                                                  | Martin Ritt                 |
| 1963 | A New Kind of Love                                   | Melville Shavelson          |
| 1963 | El premio                                            | Mark Robson                 |
| 1964 | What a Way to Go!                                    | J. Lee Thompson             |
| 1964 | Cuatro confesiones                                   | Martin Ritt                 |
| 1965 | Lady L                                               | Peter Ustinov               |
| 1966 | Harper                                               | Jack Smight                 |
| 1966 | Cortina rasgada                                      | Alfred Hitchcock            |
| 1967 | Un hombre                                            | Martin Ritt                 |
| 1967 | La leyenda del indomable                             | Stuart Rosenberg            |
| 1968 | The Secret War of Harry Frigg                        | Jack Smight                 |
| 1969 | 500 millas                                           | James Goldstone             |
| 1969 | Butch Cassidy and the Sundance Kid                   | George Roy Hill             |
| 1970 | Un hombre de hoy                                     | Stuart Rosenberg            |
| 1971 | Casta invencible                                     | Paul Newman                 |
| 1972 | Pocket Money                                         | Stuart Rosenberg            |
| 1972 | The Life and Times of Judge Roy Bean                 | John Huston                 |
| 1973 | El hombre de MacKintosh                              | John Huston                 |
| 1973 | El golpe                                             | George Roy Hill             |
| 1974 | The Towering Inferno                                 | John Guillermin             |
| 1975 | The Drowning Pool                                    | Stuart Rosenberg            |
| 1976 | Silent Movie                                         | Mel Brooks                  |
| 1976 | Buffalo Bill y los indios                            | Robert Altman               |
| 1977 | Slap Shot                                            | George Roy Hill             |
| 1979 | Quinteto                                             | Robert Altman               |
| 1980 | When Time Ran Out                                    | James Goldstone             |
| 1981 | Fort Apache, The Bronx                               | Daniel Petrie               |
| 1981 | Ausencia de malicia                                  | Sydney Pollack              |
| 1982 | The Verdict                                          | Sidney Lumet                |
| 1984 | Harry & Son                                          | Paul Newman                 |
| 1986 | El color del dinero                                  | Martin Scorsese             |
| 1989 | Fat Man and Little Boy                               | Roland Joffé                |
| 1989 | El escándalo Blaze                                   | Ron Shelton                 |
| 1990 | Mr. & Mrs. Bridge                                    | James Ivory                 |
| 1994 | The Hudsucker Proxy                                  | Joel e Ethan Coen           |
| 1994 | Nobody's Fool                                        | Robert Benton               |
| 1998 | Twilight                                             | Robert Benton               |
| 1999 | Mensaje en una botella                               | Luis Mandoki                |
| 2000 | Where the Money Is                                   | Marek Kanievska             |
| 2002 | Camino a la perdición                                | Sam Mendes                  |
| 2005 | Magnificent Desolation: Walking on the Moon 3D (voz) | Mark Cowen                  |
| 2006 | Cars (voz)                                           | John Lasseter y Joe Ranft   |
| 2006 | Mate y la luz fantasma (voz)                         | John Lasseter y Dan Scanlon |
| 2007 | Dale (voz)                                           | Rory Karpf y Mike Viney     |
| 2008 | The Meerkats (voz)                                   | James Honeyborne            |
| 2017 | Cars 3 (voz en archivo)                              | Brian Fee                   |

### Como director
- Raquel, Raquel (Rachel, Rachel, 1968).
- Casta invencible (Sometimes a Great Notion, 1971).
- El efecto de los rayos gamma sobre las margaritas (The Effect of Gamma Rays on Man-in-the-Moon Marigolds, 1972).
- La caja oscura (The Shadow Box, 1980, TV).
- Harry e hijo / Padre e hijo (Harry & Son, 1984).
- El zoo de cristal (The Glass Menagerie, 1987).

## Premios y reconocimientos
Premios Óscar
| Año  | Categoría                        | Película                                                                                   | Resultado |
| ---- | -------------------------------- | ------------------------------------------------------------------------------------------ | --------- |
| 1959 | Mejor actor                      | La gata sobre el tejado de zinc / Un gato sobre el tejado caliente (Cat on a Hot Tin Roof) | Nominado  |
| 1962 | Mejor actor                      | El audaz / El buscavidas (The Hustler)                                                     | Nominado  |
| 1964 | Mejor actor                      | El indomable / Hud (Hud)                                                                   | Nominado  |
| 1968 | Mejor actor                      | La leyenda del indomable (Cool Hand Luke)                                                  | Nominado  |
| 1969 | Mejor película                   | Raquel, Raquel (Rachel, Rachel)                                                            | Nominado  |
| 1982 | Mejor actor                      | Ausencia de malicia (Absence of Malice)                                                    | Nominado  |
| 1983 | Mejor actor                      | Será justicia / Veredicto final (The Verdict)                                              | Nominado  |
| 1986 | Óscar honorífico                 | Óscar honorífico                                                                           | Ganador   |
| 1987 | Mejor actor                      | El color del dinero (The Color of Money)                                                   | Ganador   |
| 1994 | Premio Humanitario Jean Hersholt | Premio Humanitario Jean Hersholt                                                           | Ganador   |
| 1995 | Mejor actor                      | Las cosas de la vida / Ni un pelo de tonto (Nobody's Fool)                                 | Nominado  |
| 2003 | Mejor actor de reparto           | Camino a la perdición (Road to Perdition)                                                  | Nominado  |

Al igual que Katharine Hepburn, Laurence Olivier, Jack Nicholson, Michael Caine y Meryl Streep, Newman es uno de los intérpretes que ha estado nominado en alguna categoría interpretativa en cinco décadas diferentes.
Premios Globo de Oro
| Año  | Categoría                                              | Película                                                                                     | Resultado |
| ---- | ------------------------------------------------------ | -------------------------------------------------------------------------------------------- | --------- |
| 1957 | Nueva estrella del año - Actor                         | El cáliz de plata (The Silver Chalice)                                                       | Ganador   |
| 1962 | Mejor actor - Drama                                    | El audaz / El buscavidas (The Hustler)                                                       | Nominado  |
| 1963 | Mejor actor de reparto                                 | Cuando se tienen veinte años / El valor de un hombre (Hemingway's Adventures of a Young Man) | Nominado  |
| 1963 | Mejor actor - Drama                                    | Dulce pájaro de juventud (Sweet Bird of Youth)                                               | Nominado  |
| 1964 | Mejor actor - Drama                                    | El indomable / Hud (Hud)                                                                     | Nominado  |
| 1968 | Mejor actor - Drama                                    | La leyenda del indomable (Cool Hand Luke)                                                    | Nominado  |
| 1969 | Mejor director                                         | Raquel, Raquel (Rachel, Rachel)                                                              | Ganador   |
| 1983 | Mejor actor - Drama                                    | Será justicia / Veredicto final (The Verdict)                                                | Nominado  |
| 1987 | Mejor actor - Drama                                    | El color del dinero (The Color of Money)                                                     | Nominado  |
| 1995 | Mejor actor - Drama                                    | Las cosas de la vida / Ni un pelo de tonto (Nobody's Fool)                                   | Nominado  |
| 1984 | Premio Cecil B. DeMille                                | Premio Cecil B. DeMille                                                                      | Ganador   |
| 2003 | Mejor actor de reparto                                 | Camino a la perdición (Road to Perdition)                                                    | Nominado  |
| 2006 | Mejor actor de reparto de serie, miniserie o telefilme | Empire Falls                                                                                 | Ganador   |

Premios del Sindicato de Actores
| Año  | Categoría                                         | Película                                                   | Resultado |
| ---- | ------------------------------------------------- | ---------------------------------------------------------- | --------- |
| 1994 | Mejor actor                                       | Las cosas de la vida / Ni un pelo de tonto (Nobody's Fool) | Nominado  |
| 2005 | Mejor actor de televisión - Miniserie o telefilme | Empire Falls                                               | Ganador   |

Festival Internacional de Cine de Cannes
| Año  | Categoría   | Película                                                               | Resultado |
| ---- | ----------- | ---------------------------------------------------------------------- | --------- |
| 1958 | Mejor actor | El largo y cálido verano / Noche larga y febril (The Long, Hot Summer) | Ganador   |

Medallas del Círculo de Escritores Cinematográficos
| Año  | Categoría              | Película                                                                       | Resultado |
| ---- | ---------------------- | ------------------------------------------------------------------------------ | --------- |
| 1961 | Mejor actor extranjero | El estigma del arroyo / Marcado por el odio (Somebody Up There Likes Me, 1956) | Ganador   |